# Limbudin
Limbudin (en népalais : लिम्बुदिन) est un comité de développement villageois du Népal situé dans le district de Taplejung. Au recensement de 2011, il comptait 1 832 habitants.